# Besvärsnämnden för högskoleutbildning
Besvärsnämnden för högskoleutbildning, numera avskaffad nämnd som tidigare hanterade vissa överklaganden inom högskoleområdet. 
I proposition 1991/92:76 (bet. 1991/92:UbU18) föreslogs att besvärsnämndens uppgifter skulle övergå till en ny nämnd, Överklagandenämnden för högskolan, ÖNH, som numera har att ta befattning med dessa överklaganden.